# Établissement national des invalides de la marine

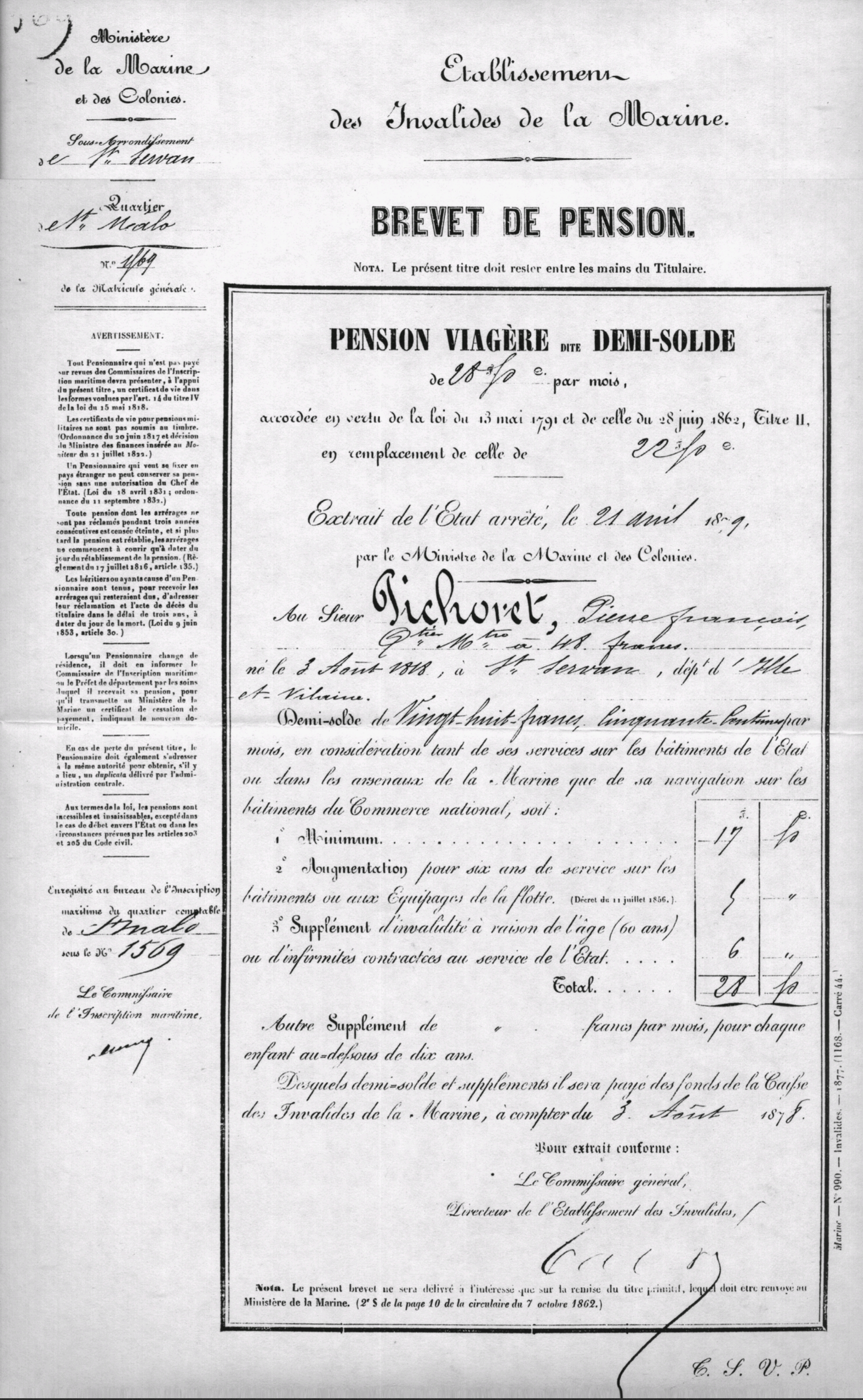
Brevet de pension de retraite en 1878.

 (juillet 2023).
L'Établissement national des invalides de la marine (Enim) est un établissement public national chargé du régime spécial de sécurité sociale des marins du commerce, de la pêche et de la plaisance.
Ce régime spécial couvre l'ensemble des assurances sociales, à l'exception de la branche famille qui est rattachée au régime général. Il est constitué de deux caisses : la Caisse générale de prévoyance (CGP) qui couvre les risques maladie, maternité, invalidité, décès et accident du travail et la Caisse de retraite des marins (CRM) qui couvre le risque vieillesse.
L'ENIM est placé sous la triple tutelle des ministres chargés de la mer, de la sécurité sociale et du budget. 
Les activités de l'Enim sont réparties sur quatre sites : Périgny-La Rochelle (siège), Lorient, Saint-Malo et Paimpol.

## Historique
Les marins français bénéficient d'un régime de sécurité sociale qui peut être considéré comme l'ancêtre de tous les autres régimes. Sa création remonte à Louis XIV quand la nécessité de doter les gens de mer d'un statut social est apparue. Sa structure actuelle est l'aboutissement d'une longue évolution qui peut s'analyser en trois périodes d'inégale durée : l'instauration, la généralisation, l'institutionnalisation.

### 1670-1709: instauration
- 1670 : une ordonnance royale de caractère général institue, au profit de tous les anciens militaires, y compris les marins, un secours viager de deux écus par mois.
- 1673 : l'édit de Nancy du 22 septembre 1673 met au point l'enrôlement général des gens de mer. Première mesure sociale spécifique aux marins : la création de la Caisse des Invalides de la Marine Royale destinée à secourir les marins blessés ou invalides. Le 23, un règlement royal ordonne un prélèvement de 2,5 % sur la solde de tous les marins embarqués afin de financer la construction de deux hôpitaux, l'un à Rochefort et l'autre à Toulon, chargés d'accueillir les marins "estropiés" : le fonds des Invalides de la marine est créé[2].
- 1681 : la grande Ordonnance sur la Marine marchande instaure les obligations de l'armateur à l'égard des marins blessés ou malades à bord. Ces obligations sont à l'origine de la prise en charge complète d'un mois que nous connaissons actuellement.
- 1689 : le secours de deux écus par mois est transformé en une demi-solde pour les marins devenus invalides. Ainsi naît la notion de « récompense » (au sens de compensation) des marins estropiés en cours de service.

### 1709-1815: généralisation
- 1709 : la plupart des mesures n'étaient prévues que pour le personnel militaire qui armait les vaisseaux du roi, et surtout dans le but de favoriser le renouveau de la marine de guerre. Partant du fait que la Marine marchande est la réserve où la flotte de guerre puise ses équipages, l'Édit de mai 1709 étend les pensions d'invalidité aux marins du commerce. En outre, l'invalidité est prise dans un sens de plus en plus large et englobe, outre celles contractées à bord dans l'exercice du métier, celles liées à la vieillesse[3].

Quelques années plus tard, c'est le tour des marins de la pêche. 
- 1720 : un édit auquel on rattache l'acte constitutif de l'Établissement des Invalides fixe la destination des ressources de la Caisse :
  - allocation de pensions,
  - gratifications et récompenses aux officiers de marine invalides « qui en seront trouvés dignes »,
  - demi-solde aux officiers mariniers, matelots, soldats, ouvriers « estropiés sur les vaisseaux du Roi ou sur les bateaux marchands »,
  - « gratifications et récompenses aux veuves et enfants des officiers mariniers, soldats et volontaires qui auront été tués sur les mêmes navires ».
- 1784 : l'ordonnance du marquis de Castries sur les Invalides crée le système définitif des pensions d'invalidité et de vieillesse : cette dernière est due à partir de 60 ans, sans condition d'invalidité[3].
- 1795 : création de l'Inscription maritime proprement dite, institution dont les structures, sinon le nom, demeurent encore aujourd'hui.

### Depuis 1815: institutionnalisation

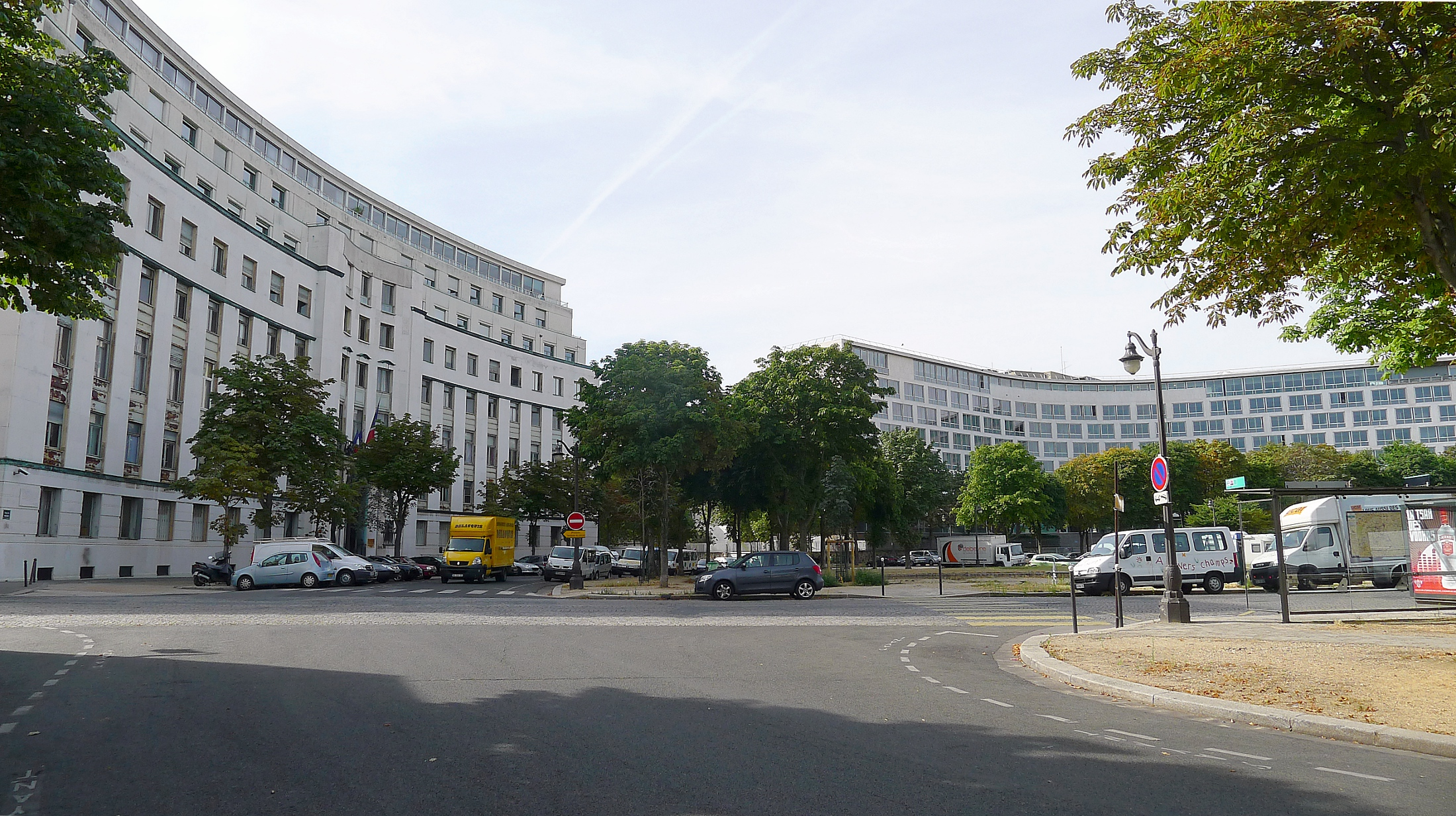
Ancien siège de l'ENIM à Paris, place de Fontenoy

- 1815 : la Restauration et la monarchie de Juillet établissent le passage au droit strictement exigible pour l'attribution d'une pension ou d'une aide sociale, qui avait jusque-là un caractère gracieux. Dès lors, un éventail de prestations sociales, définies avec précision, se développe d'année en année.
- 1826 : l'âge d'obtention de la pension est ramené de 60 à 50 ans.
- 1881 : création des pensions anticipées pour les marins de moins de 50 ans atteints d'infirmité.
- 1898 : la Loi du 21 avril 1898, consécutive à la Loi générale du 9 avril 1884 sur les accidents du travail, établit le droit à réparation des accidents du travail et des maladies.
- 1908 : création des pensions proportionnelles d'ancienneté.
- 1930 : création de l'établissement national des invalides de la marine. Depuis cette date, si les attributions nées de préoccupations militaires s'estompent pour disparaître complètement de nos jours, les tâches de protection sociale, en revanche, ne cessent de croître.
- 1938 : le décret du 17 juin 1938 codifie la législation de la prévoyance sociale des marins.
- 1953 : le décret du 30 septembre 1953 détermine l'organisation administrative et financière de l'établissement.
- 1968 : le décret du 21 mars 1968 codifie les textes législatifs et réglementaires du régime des pensions de retraite.
- 2010 : le décret du 30 août 2010 détermine l'actuelle organisation administrative et financière de l'établissement ; l'Enim devient un établissement public à caractère administratif de plein exercice et perd sa qualité de direction d'administration centrale.
- 2015 : L'Enim signe sa première convention d'objectifs et de gestion pour la période 2013-2015.
- 2017 : L'Enim signe sa deuxième convention d'objectifs et de gestion pour la période 2016-2020.
- 2022 : L'Enim signe avec l'État la troisième convention d'objectifs et de gestion pour la période 2022-2026, la précédente ayant été reconduite en 2021 pour une année supplémentaire.

## Organisation

### Présidents du conseil d'administration
| Identité               | Début             | Fin |
| ---------------------- | ----------------- | --- |
| Mathilde Lignot-Leloup | 11 septembre 2023 |     |